# Profilaktyka i kontrola zakażeń
Profilaktyka i kontrola zakażeń to dyscyplina związana z zapobieganiem zakażeniom związanym z opieką zdrowotną. Jest to stosowana subdyscyplina epidemiologii. W Europie Północnej profilaktyka i kontrola zakażeń zostały rozszerzone z opieki medycznej na komponent zdrowia publicznego, znany jako „ochrona przed zakażeniami” (smittevern, smittskydd, Infektionsschutz, infection protection w lokalnych językach). Jest istotną częścią infrastruktury ochrony zdrowia. Kontrola zakażeń odnosi się do czynników związanych z rozprzestrzenianiem się zakażeń w placówce opieki zdrowotnej, czy to wśród pacjentów, personelu od pacjentów, pacjentów od personelu, czy też wśród personelu. Obejmuje środki zapobiegawcze, takie jak mycie rąk, czyszczenie, dezynfekcja, sterylizacja oraz szczepienia. Stosowane środki przeciwinfekcyjne obejmują antybiotyki, środki przeciwbakteryjne, przeciwgrzybicze, przeciwwirusowe i przeciwpierwotniakowe. Inne aspekty obejmują nadzór, monitorowanie i badanie każdego podejrzenia wybuchu infekcji oraz zarządzanie nią. Światowa Organizacja Zdrowia (WHO) utworzyła jednostkę ds. Zapobiegania i kontroli zakażeń (IPC, ang. Infection Prevention and Control), która publikuje powiązane wytyczne i materiały edukacyjne.

## Metody profilaktyki i kontroli zakażeń
Zakażony pacjent może zanieczyścić powierzchnie otoczenia i sprzęt oraz wydzielać zanieczyszczone aerozole. Mikroorganizmy z zanieczyszczonych powierzchni środowiskowych i sprzętu mogą być przenoszone na pacjenta na dwa sposoby: jeśli podatny pacjent wejdzie w kontakt z zanieczyszczonymi powierzchniami (np. dotknie ich) lub jeśli personel medyczny, opiekun lub gość zetknie się z zanieczyszczonymi powierzchniami, a następnie przeniesie mikroorganizmy na podatnego pacjenta. Zanieczyszczone ręce lub rękawiczki personelu medycznego, opiekunów i gości mogą również zanieczyścić powierzchnie środowiskowe. Właściwa higiena rąk i regularne mycie powierzchni mogą zapobiec przenoszeniu mikroorganizmów na personel medyczny, opiekunów i gości oraz na podatnych pacjentów. Do podstawowych procedur IPC zalicza się: zapewnienie odpowiedniego środowiska, materiałów i sprzętu dla profilaktyki i kontroli zakażeń na poziomie obiektu. tworzenie instrukcji postępowania IPC, edukację personelu i regularne szkolenia w zakresie ich implementacji, monitorowanie poprawności wdrażania procedur IPC oraz ich rewizja. 
Podobne środki kontroli są zalecane we wszystkich placówkach opieki zdrowotnej, aby zapobiegać rozprzestrzenianiu się infekcji.Techniki aseptyczne są kluczowym elementem wszystkich inwazyjnych procedur medycznych.  

### Higiena dłoni
Higiena rąk jest jedną z podstawowych, ale najważniejszych metod zapobiegania i kontroli zakażeń. Drastycznie zmniejsza ona ryzyko zakażeń związanych z opieką zdrowotną przy niewielkich kosztach. Higiena rąk obejmuje mycie rąk (na bazie wody) lub ich dezynfekowanie (na bazie alkoholu). Zgodnie ze standardami WHO mycie dłoni powinno się odbywać według 7-stopniowej procedury (40-60 sekund), podczas gdy dezynfekcja rąk odbywa się w 5-etapach (20-30 sekund).
Niezależne badania Ignaza Semmelweisa z 1846 r. i Olivera Wendella Holmesa seniora z 1843 r. ustaliły związek między higieną dłoni pracowników służby zdrowia a rozprzestrzenianiem się infekcji szpitalnych. Amerykańskie Centers for Disease Control and Prevention (CDC) potwierdzają, że „Jest dobrze udokumentowane, że najważniejszym środkiem zapobiegania rozprzestrzenianiu się patogenów jest skuteczne mycie rąk”. W krajach rozwiniętych mycie rąk jest obowiązkowe w większości placówek opieki zdrowotnej i wymagane przez wiele różnych organów regulacyjnych. 
Wg wytycznych WHO dłonie powinny zostać umyte za każdym razem:
- przed założeniem rękawic i założeniem PPE przy wejściu do obszaru izolowanego;
- przed wykonaniem jakichkolwiek procedur aseptycznych na pacjencie;
- po jakimkolwiek ryzyku narażenia lub rzeczywistym narażeniu na krew lub płyny ustrojowe pacjenta;
- po dotknięciu (nawet potencjalnie) zanieczyszczonych powierzchni / przedmiotów / sprzętu;
- po zdjęciu środków ochrony indywidualnej oraz po opuszczeniu miejsca opieki.

W Stanach Zjednoczonych normy OSHA wymagają od pracodawców zapewnienia łatwo dostępnego wyposażenia do mycia rąk oraz zapewnienia, że pracownicy myją ręce i skażoną skórę wodą z mydłem lub przepłukują błony śluzowe wodą tak szybko, jak to możliwe po każdym kontakcie z krwią lub innym potencjalnie zakaźnym materiałem. W Wielkiej Brytanii pracownicy służby zdrowia przyjęli „technikę mycia dłoni Ayliffe”, opartą na 6-stopniowej metodzie opracowanej przez Grahama Ayliffe, J.R. Babba i A.H. Quoraishi. 
Suszenie jest istotną częścią procesu higieny rąk. W listopadzie 2008 r. podczas European Tissue Symposium na Uniwersytecie Westminster w Londynie zaprezentowano badanie niepoddane recenzji, w którym porównano poziom bakterii obecnych po zastosowaniu ręczników papierowych oraz różnych suszarek do rąk. Spośród analizowanych metod tylko ręczniki papierowe zmniejszyły całkowitą liczbę bakterii na dłoniach, a suszenie suszarkami powodowało zwiększenie ilości bakterii na dłoniach. Podobne wyniki zostały otrzymane w badaniu przeprowadzonym przez TUV Produkt und Umwelt

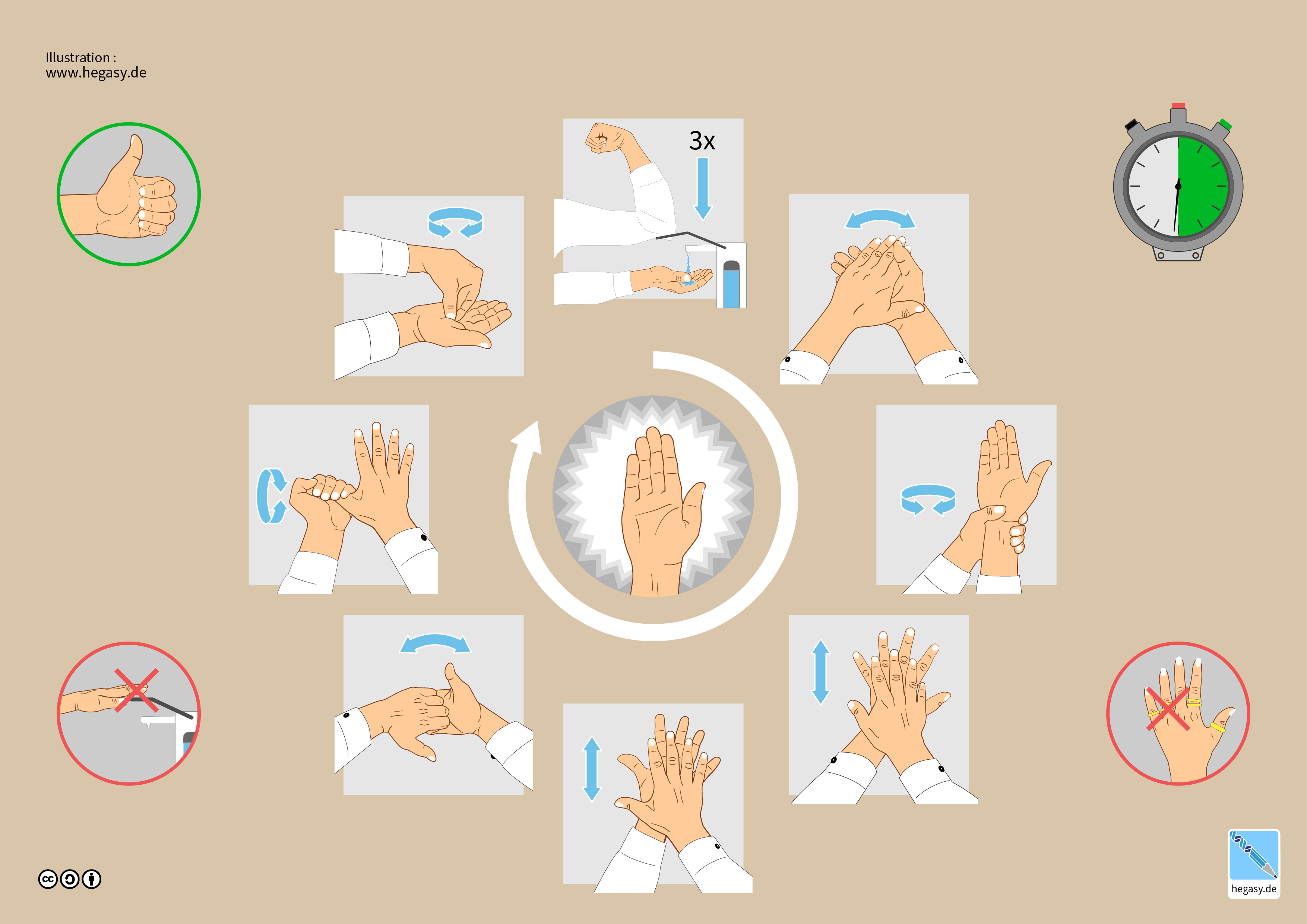
Procedura dezynfekcji dłoni żelem antybakteryjnym wg niemieckiego standardu DIN EN 1500

### Mycie powierzchni i sprzątanie
Infekcjom można zapobiec również w domach. Aby zmniejszyć ryzyko zarażenia się infekcją, zaleca się osobom dbanie o higienę poprzez mycie rąk po każdym kontakcie z wątpliwymi powierzchniami lub płynami ustrojowymi oraz wyrzucanie śmieci w regularnych odstępach czasu, aby zapobiec rozwojowi zarazków. Czyszczenie powierzchni zmniejsza w sposób bezpośredni ilość patogenów, w tym także tych organizmów, które są zdolne do namnażania się poza organizmem ludzkim, a także zwiększa skuteczność dezynfekcji. Powierzchnie często dotykane, takie jak klamki, poręcze, przyciski, blaty, klawiatury, toalety, zlewy oraz telefony powinny być regularnie czyszczone w celu zapobiegania przenoszenia patogenów.  
W jednostkach świadczących usługi medyczne stosuje się podział narzędzi wielokrotnego użytku wykorzystywanych do sprzątania/mycia obiektu przy użyciu oznaczeń kolorystycznych. Podział polega na określeniu poziomu ryzyka biologicznego stwarzanego przez poszczególne elementy i strefy obiektu oraz przypisaniu im odpowiedniego koloru wykorzystywanych przyrządów oraz materiałów służących do ich czyszczenia i konserwacji. Przykładem strefy o podwyższonym ryzyku mogą być łazienki i toalety, do których sprzątania powinny być używane osobne narzędzia takie jak mopy, ścierki, etc oznaczone określonym, jednakowym kolorem (zwykle czerwonym).   

### Dezynfekcja
Główny artykuł: Dezynfekcja
Dezynfekcja wykorzystuje głównie ciekłe chemikalia stosowane w temperaturze pokojowej, aby zabić mikroorganizmy wywołujące choroby. Światło ultrafioletowe było również stosowane do dezynfekcji pomieszczeń. Dezynfekcja jest mniej skuteczna niż sterylizacja, ponieważ nie zabija przetrwalników bakteryjnych, jednak jest w pełni skuteczna wobec wirusów, takich jak Sars-Cov-2. Do popularnych środków dezynfekcyjnych skutecznych wobec wirusów, w tym Sars-Cov-2 lub wirus grypy zalicza się:
- roztwór alkoholu, min 70%[23],
- rozcieńczony wybielacz w proporcji około 4 łyżeczki wybielacza o stężeniu 5.25%–8.25% podchlorynu sodu na litr wody lub około 6 łyżek na 4 litry wody[23] (końcowe stężenie 0.1% podchlorynu sodu)[24],
- woda z mydłem[25] (5 minut kontaktu)[26]
- woda utleniona w stężeniu 0.5%[26][27].

### Środki ochrony osobistej
Środki ochrony indywidualnej to specjalistyczna odzież lub sprzęt noszony przez pracownika w celu ochrony przed zagrożeniem mechanicznym, chemicznym lub biologicznym. Do głównych zagrożeń w placówce służby zdrowia zalicza się kontakt z krwią, śliną lub innymi płynami ustrojowymi lub aerozolami, które mogą przenosić patogeny zakaźne, takie jak np. wirusowe zapalenie wątroby typu C, HIV lub inne. Środki ochrony osobistej zapobiegają kontaktowi, tworząc fizyczną barierę pomiędzy potencjalnym materiałem zakaźnym a pracownikiem służby zdrowia. 
Do środków ochrony osobistej zaliczamy rękawiczki ochronne, fartuchy, kombinezony, czepki, ochraniacze na buty, osłony na twarz, gogle, maski chirurgiczne i maski ochronne. Liczba używanych środków i sposób ich używania jest często określana przez przepisy lub protokół kontroli zakażeń danego obiektu. Wiele lub większość z tych przedmiotów jest jednorazowego użytku, aby uniknąć przenoszenia materiałów zakaźnych pomiędzy pacjentami oraz aby uniknąć potrzeby trudnej lub kosztownej dezynfekcji. W Stanach Zjednoczonych OSHA wymaga natychmiastowego usunięcia i dezynfekcji lub utylizacji środków ochrony indywidualnej pracownika przed opuszczeniem miejsca pracy, w którym miało miejsce narażenie na materiał zakaźny. W przypadku pracowników służby zdrowia, którzy mogą mieć kontakt z wysoce zakaźnymi patogenami, stosowanie osobistych osłon ochronnych na odsłoniętych częściach ciała poprawia ich ogólną skuteczność. Ponadto dodawanie uchwytów i inne modyfikacje wyposażenia ochronnego mogą zmniejszyć ryzyko zakażenia podczas jego zakładania i zdejmowania. Wdrożenie opartego na badaniach protokołu zakładania i zdejmowania sprzętu ochronnego, takiego jak jednoetapowa technika zdejmowania rękawiczek i fartucha, udzielanie ustnych instrukcji podczas jego zakładania i zdejmowania, zakładanie dwóch par rękawiczek oraz stosowanie dezynfekcji rękawic może również poprawić ochronę pracowników służby zdrowia.
Niewłaściwe użycie środków ochrony indywidualnej, takich jak rękawiczki, wiąże się ze wzrostem wskaźników przenoszenia infekcji, a ich stosowanie musi być zgodne z innymi używanymi środkami do higieny rąk. Istnieją dowody niskiej jakości, które przemawiają za wprowadzaniem ulepszeń lub modyfikacji wyposażenia ochrony osobistej w celu zmniejszenia ryzyka zakażenia. Przykłady modyfikacji obejmują dodanie uchwytów do masek lub rękawic w celu ułatwienia ich zdejmowania oraz zaprojektowanie fartuchów ochronnych, tak aby rękawice były usuwane w tym samym czasie. Ponadto istnieją dowody na to, że następujące techniki dotyczące środków ochrony indywidualnej mogą prowadzić do zmniejszenia ryzyka zanieczyszczenia i lepszej zgodności z protokołami środków ochrony indywidualnej: noszenie podwójnej warstwy rękawic ochronnych, przestrzeganie określonych procedur zdejmowania, takich jak te z CDC oraz przekazywanie ludziom instrukcji oralnych podczas zdejmowania. Potrzebne są dalsze badania naukowe w formie randomizowanych badań kontrolowanych i badań symulacyjnych, aby określić najskuteczniejsze rodzaje środków ochrony indywidualnej zapobiegające przenoszeniu chorób zakaźnych wśród pracowników służby zdrowia.

### Sterylizacja
Sterylizacja to proces mający na celu zabicie wszystkich mikroorganizmów i jest najwyższym możliwym poziomem czystości od drobnoustrojów. Czynnikami sterylizującymi mogą być tylko ciepło, para lub ciekłe środki chemiczne. Skuteczność sterylizatora, np. autoklawu parowego, określa się na trzy sposoby: mechaniczne wskaźniki wskazują na prawidłowe działanie maszyny; wskaźniki termoreaktywne lub taśma na workach sterylizacyjnych zmieniają kolor, wskazując na odpowiedni poziom ciepła lub pary; stosowane są testy biologiczne, w których mikroorganizm o wysokiej odporności na ciepło i chemikalia (często endospora bakteryjna) jest wybierany jako organizm testowy. Jeśli proces zabija ten mikroorganizm, sterylizator uważa się za skuteczny. Odpowiednio przeprowadzona sterylizacja jest skutecznym sposobem zapobiegania rozprzestrzenianiu się bakterii. Powinna być używana do zabezpieczania instrumentów medycznych lub rękawiczek, a właściwie każdego rodzaju przedmiotu medycznego, który ma kontakt z krwiobiegiem i sterylnymi tkankami.  
Istnieją cztery główne sposoby sterylizacji takich przedmiotów: autoklaw (przy użyciu pary pod wysokim ciśnieniem), suche ciepło (w sterylizatorze powietrznym), przy użyciu chemicznych środków sterylizujących, takich jak aldehyd glutarowy lub roztwory formaldehydu lub przez promieniowanie jonizujące lub UV. Dwie pierwsze to najczęściej stosowane metody sterylizacji, głównie ze względu na ich łatwość wykonania i dużą dostępność. Prawidłowo wykonana sterylizacja parowa jest jednym z najskuteczniejszych rodzajów sterylizacji, co często jest trudne do osiągnięcia. Instrumenty używane w placówkach służby zdrowia są zwykle sterylizowane tą metodą. Ogólna zasada w tym przypadku jest taka, że aby przeprowadzić skuteczną sterylizację, para musi mieć kontakt ze wszystkimi powierzchniami, które mają być dezynfekowane. Z drugiej strony sterylizacja na sucho, która odbywa się za pomocą pieca, jest również powszechnie stosowanym rodzajem sterylizacji, chociaż może być stosowana tylko do dezynfekcji narzędzi wykonanych z metalu lub szkła. Bardzo wysokie temperatury potrzebne do przeprowadzenia sterylizacji w ten sposób są w stanie stopić instrumenty wykonane z innych materiałów. 
Sterylizacja parą wodną odbywa się w temperaturze 121° C pod ciśnieniem 209 kPa (~ 2 atm). W takich warunkach elementy gumowe należy sterylizować przez 20 minut, a elementy opakowane w 134° C pod ciśnieniem 310 kPa przez 7 minut. Czas jest liczony od momentu osiągnięcia wymaganej temperatury. Sterylizacja parowa wymaga czterech warunków, aby była skuteczna: odpowiedniej powierzchni kontaktu, dostatecznie wysokiej temperatury, właściwego czasu sterylizacji i odpowiedniej wilgotności. Sterylizację parą można również przeprowadzić w temperaturze 132° C pod podwójnym ciśnieniem.
Sterylizację na sucho przeprowadza się w 170° C przez jedną godzinę lub dwie godziny w temperaturze 160° C. Sterylizację na sucho można również przeprowadzić w temperaturze 121° C przez co najmniej 16 godzin. 
Sterylizacja chemiczna, zwana również sterylizacją na zimno, może być stosowana do sterylizacji narzędzi, których normalnie nie można dezynfekować za pomocą pozostałych dwóch procesów opisanych powyżej. Przedmioty sterylizowane zimną sterylizacją to zazwyczaj te, które mogą ulec uszkodzeniu podczas sterylizacji z użyciem ciepła. Zwykle w tym procesie stosuje się aldehyd glutarowy lub formaldehyd. Przy stosowaniu pierwszego rodzaju środka dezynfekującego instrumenty są moczone w 2–4% roztworze na co najmniej 10 godzin, podczas gdy sterylizacja przy użyciu 8% roztworu formaldehydu trwa 24 godziny lub dłużej. Sterylizacja chemiczna jest generalnie droższa od sterylizacji parą i dlatego jest stosowana do instrumentów, których nie można sterylizować w inny sposób. Po namoczeniu narzędzi w roztworach chemicznych należy je koniecznie przepłukać jałową wodą, która usunie pozostałości środków dezynfekujących. Z tego powodu igły i strzykawki nie są sterylizowane w ten sposób, ponieważ nie można z nich zmyć pozostałości po roztworze chemicznym wodą. Chociaż formaldehyd jest tańszy niż aldehydy glutarowe, jest również bardziej drażniący dla oczu, skóry i dróg oddechowych oraz jest klasyfikowany jako potencjalny czynnik rakotwórczy.
Istnieją inne metody sterylizacji, choć ich skuteczność jest nadal kontrowersyjna. Metody te obejmują sterylizację gazową, UV, plazmą gazową i chemiczną sterylizację środkami takimi jak kwas nadoctowy lub paraformaldehyd.

### Powierzchnie przeciwdrobnoustrojowe
Główny artykuł: Powierzchnie dotykowe z miedzi przeciwdrobnoustrojowej
Wiadomo, że mikroorganizmy przeżywają na często dotykanych powierzchniach (np. poręcze, tace, przyciski, sprzęt łazienkowy itp.) przez dłuższy czas. Może to być szczególnie kłopotliwe w środowiskach szpitalnych, gdzie pacjenci z niedoborami odporności są narażeni na zwiększone ryzyko wystąpienia zakażeń szpitalnych. 
Produkty wykonane z przeciwdrobnoustrojowego stopu miedzi (mosiądz, brązy, miedzionikiel, miedź-nikiel-cynk i inne) niszczą szeroką gamę mikroorganizmów w krótkim czasie. Agencja Ochrony Środowiska Stanów Zjednoczonych zatwierdziła rejestrację 355 różnych stopów miedzi przeciwdrobnoustrojowej i jednej syntetycznej twardej powierzchni z domieszką miedzi, która zabija bakterie E. coli O157: H7, metycylinoopornego Staphylococcus aureus (MRSA), Staphylococcus, Enterobacter aerogenes i Pseudomonas aeruginosa w mniej niż 2 godziny kontaktu. Inne badania wykazały skuteczność przeciwdrobnoustrojowych stopów miedzi w niszczeniu Clostridium difficile, wirusa grypy A, adenowirusa i grzybów. Stopy miedzi przeciwdrobnoustrojowe instaluje się jako środek higieny publicznej, obok regularnego mycia powierzchni, w placówkach opieki zdrowotnej w Wielkiej Brytanii, Irlandii, Japonii, Korei, Francji, Danii i Brazylii. Twarda nawierzchnia syntetyczna jest stosowana w USA i w Izraelu.